# En forening i modvind
En forening i modvind er en dansk dokumentarfilm fra 2006, der er instrueret af Christoffer Dreyer.

## Handling
Filmen handler om Dansk-Nordkoreansk venskabsforening og deres utrættelige kamp for et samfund og en ideologi langt fra Danmark. Ført an af formand Anders Kristensen kæmper foreningen en kamp for at informere den danske offentlighed om det sande Nordkorea og tilbagevise de mange løgne, som venskabsforeningen mener, at imperialismen har skabt om landet.